# 8chan
8kun, anteriormente chamado 8chan, Infinitechan ou Infinitychan (estilizado como ∞chan), é um imageboard americano composto de sub-fóruns criados pelos usuários. Cada sub-fórum é moderado pelo seu proprietário, com interação mínima da administração do site. Para ter um conselho, é preciso criá-lo ou reivindicá-lo se o conselho tiver inatividade por mais de uma semana.
Vários dos sub-fóruns do site têm desempenhado um papel ativo na controvérsia Gamergate, encorajando afiliados ao Gamergate a frequentarem o 8chan depois que o tópico foi banido no imageboard não afiliado 4chan.
O site entrou em destaque na mídia com o atentado terrorista de Christchurch, na Nova Zelândia, que foi planejado por supremacistas brancos sob a política de ultra liberdade de filtro do serviço.
Em abril de 2018, era o 3 857.º site mais visitado do mundo e, em novembro de 2014, recebia uma média de 35 mil visitantes únicos por dia e quatrocentos mil mensagens por semana.
8chan foi encerrado no dia 5 de agosto de 2019, dias após o massacre de viés étnico em El Paso nos Estados Unidos, que também revelou ligações diretas com o site.

## História
O 8chan foi criado em outubro de 2013 pelo analista de sistemas Fredrick Brennan, então conhecido na internet pelo apelido de "Hotwheels". Brennan criou o site depois de observar o que percebeu ser uma vigilância cada vez maior e uma perda da liberdade de expressão na Internet. Brennan era um frequentador assíduo do 4chan, e em sua perspectiva, 4chan teria se tornado um imageboard autoritário, e então descreveu o 8chan como uma alternativa "amiga da liberdade de expressão".
Nenhuma experiência ou conhecimento de programação é necessário para os usuários criarem suas próprias placas.  Desde o início de março de 2014, seu FAQ declarou apenas uma regra que deve ser aplicada globalmente: "Não poste, solicite ou crie links para qualquer conteúdo ilegal nos Estados Unidos da América. Não crie painéis com o único propósito de postar ou divulgar tal conteúdo." Brennan afirmou que, embora tenha achado parte do conteúdo postado por usuários "repreensível", ele se sentiu pessoalmente obrigado a defender a integridade do site tolerando discussões que não necessariamente apóia, independentemente de sua postura moral.
Em 2014, 8chan formou uma parceria com o imageboard japonês 2channel.

## Controvérsias

### Pornografia infantil
The Washington Post descreveu o site como "o segmento mais ilegal, mais libertário e mais 'livre' do 4chan". Sub-fóruns foram criados para discutir tópicos como estupro infantil. Embora o compartilhamento de conteúdo ilegal seja contra as regras do site, The Daily Dot escreveu que existem sub-fóruns para compartilhar imagens sexualizadas de menores em poses provocativas, e que alguns usuários desses sub-fóruns postam links para pornografia infantil explícita hospedada em outros lugares. Quando perguntado se tais sub-fóruns eram um resultado inevitável da liberdade de expressão, Brennan respondeu: "Infelizmente, sim. Eu não apoio o conteúdo dos sub-fóruns que você mencionou, mas é simplesmente o custo da liberdade de expressão e ser o único site ativo a não impor mais 'leis' do que aquelas que foram aprovadas em Washington, DC".

### Tiroteios em 2019

#### Tiroteio em massa de Christchurch
Antes do tiroteio na mesquita de Christchurch em 15 de março de 2019, um de seus autores postou seu manifesto no sub-fórum /pol/, juntamente com um link para o perfil no Facebook onde eles transmitiram o ataque.

#### Tiroteio na sinagoga de Poway
John T. Earnest, o autor de um tiroteio em uma sinagoga em Poway, Califórnia em 27 de abril de 2019 e de um incêndio anterior em uma mesquita em Escondido em 25 de março, havia postado links a uma carta aberta e uma tentativa de transmissão ao vivo no 8chan, que Earnest apontou como sendo um lugar de radicalização para ele. De acordo com o Twitter do 8chan, a postagem do atirador foi removida 9 minutos após sua criação.

#### Tiroteio em El Paso
Patrick Crusius, o suspeito de um tiroteio em massa em uma loja do Walmart em El Paso, Texas em 3 de agosto de 2019, teria supostamente postado um manifesto supremacista branco chamado The Inconvenient Truth no 8chan menos de uma hora antes do começo do tiroteio. Os moderadores do 8chan rapidamente removeram a postagem original, mas usuários continuaram a circular links ao manifesto.